# Rio Guaraqueçaba (vattendrag i Brasilien, lat -25,25, long -48,33)
Rio Guaraqueçaba är ett vattendrag i Brasilien.   Det ligger i delstaten Paraná, i den södra delen av landet, 1 100 km söder om huvudstaden Brasília.
I omgivningarna runt Rio Guaraqueçaba växer i huvudsak städsegrön lövskog. Runt Rio Guaraqueçaba är det mycket glesbefolkat, med 5 invånare per kvadratkilometer.